# Elizabeth Renner
Elizabeth Yamide Frances Renner (geboren als Elizabeth Thomas; * 1946 in Bathurst) ist Politikerin im westafrikanischen Staat Gambia.

## Leben

### Berufliche Laufbahn
Nach dem Besuch der Grund- und der weiterführenden Schule (St Joseph’s primary & high school) ging sie 1962 auf das Yundum College und mit dem Erreichen des Qualified Teacher Certificate 1964 wurde sie Lehrerin. Anschließend besuchte sie das Advanced Teacher Training College in Winneba (Ghana) und erwarb das HTC-Klasse-1, Englisch-Zertifikat. In Australien studierte sie 1975 auf dem Western Australia Institute of Technology (WAIT) in Perth und erwarb ein Diplom im Unterricht in englischer Sprache. Auf der University of Bristol erwarb sie 1977 ein erweitertes Diplom und den Master in Pädagogik. 2007 besuchte sie das Management Development Institute (MDI).
An der St Joseph’s High School begann 1964 Renner ihre Tätigkeit als Lehrerin für Englisch und Mathematik. Von 1965 bis 1970 war sie dann an der St Joseph’s Secondary Technical School. An der Sukuta Secondary Technical School war sie von 1972 bis 1977 angestellt. Von 1979 bis 1980 war sie für die Erstellung von Lehrpläne verantwortlich (englisch Curriculum Assistant Programme Officer) und dann bis 1986 Leiterin der englischen Abteilung der St. Augustine’s High School. Bis 1993 war sie an derselben Schule als Vizerektorin und ab 1994 bis 1997 als Rektorin tätig. 1998 wechselte sie als Rektorin an die Ndow’s Comprehensive Senior Secondary School. Aus gesundheitlichen Gründen gab sie ihren Beruf als Rektorin 2003 auf.
2006 bis 2007 wirkte sie für das MDI als Dozentin. 2007 wurde sie zur stellvertretenden Bürgerbeauftragten in Gambia ernannt. Sie engagierte sich auch in der Gambia Teachers’ Union. Von März bis April 1994 war sie Teil der COGSA-Commonwealth Observer Group, die die Wahlen in Südafrika beobachtete.

### Politisches Leben
Renner war ab 1992, bis zum Putsch vom Juli 1994, Schatzmeisterin des National Women’s Executive Council der People’s Progressive Party (PPP) und wurde nach den Parlamentswahlen 1992, neben den gewählten Mitgliedern, als weiteres Mitglied des Parlaments ernannt.
Im Juni 2009 wurde Renner als neues Mitglied des Parlaments ernannt und als Parlamentssprecherin gewählt. Sie trat die Nachfolge der 2007 ausgeschiedenen Fatoumatta Jahumpa-Ceesay an.
Am 3. November 2010 widerrief Präsident Jammeh ohne Nennung einer Begründung die Ernennung Renners als Mitglied der Nationalversammlung und setzte sie als Parlamentssprecherin ab. Ihr Nachfolger wurde Abdoulie Bojang, der zuvor stellvertretender Parlamentssprecher war.

## Auszeichnungen
- 1965 – Miss Independence 1965 (gambische Schönheitskönigin)[3]
- 2010 – Commander of Order of the Republic of The Gambia (CRG)[14]